# Jan Baptist Boeckmans
Joannes Baptista (Jan Baptist) Boeckmans (Geel, 18 maart 1792 - aldaar, 4 februari 1880) was een Belgisch arts en politicus.

## Levensloop
Boeckmans doorliep zijn humaniora aan het Sint-Aloysiuscollege te Geel. Vervolgens studeerde hij 'medicijnen' aan de Universiteit van Leiden, alwaar hij afstudeerde in 1817. Vervolgens vestigde hij zich te als arts in zijn geboortestad. Naast zijn eigen praktijk, was hij er actief als geneesheer van het armbestuur en de "krankzinnigen"-kolonie.  Hij huwde tweemaal. Uit zijn eerste huwelijk kreeg hij vijf kinderen. Na de dood van zijn vrouw (1840) huwde twaalf jaar later een Geelse weduwe.
Ook was hij politiek actief. Samen met onder meer Charles Le Bon behoorde hij tijdens de Belgische revolutie tot de lokale patriotten. Bij de gemeenteraadsverkiezingen van 31 oktober 1830 werd hij verkozen tot gemeenteraadslid van Geel en er aangesteld tot schepen. Bij de partiële gemeenteraadsverkiezingen van 1842 werd Boeckmans niet opnieuw verkozen (ten voordele van oppositielid Jean François de Billemont) en het was wachten tot 1848 alvorens hij wederom zijn intrede in de gemeentepolitiek maakte. Op 11 december 1851 werd hij opnieuw aangesteld als schepen en na de verkiezingen van 31 oktober 1854 volgde hij (enigszins verrassend, gezien diens goede resultaat bij de verkiezingen) Joseph Van Praet op als burgemeester. In 1857 werd hij niet opnieuw verkozen. Hij werd als burgemeester opgevolgd door de liberaal Jacques Moortgat. Later, tussen 1866 en 1870 zetelde hij nog als verkozene van het kanton Mol in de Antwerpse provincieraad.
Zijn zoon Gommaar werd ook politiek actief.